# سیم‌هلت
سیم‌هلت (به انگلیسی: SimHealth) یک بازی رایانه‌ای منتشر شده توسط شرکت ماکسیس سافتویر است. این بازی در تاریخ ۱۹۹۴ عرضه شده و سازنده آن سینکینگ تولز و طراح آن جان هیلز است.